# Струмиця (місто)
Струмиця — місто у Північній Македонії біля кордону з Болгарією та Грецією. Населення — 35 311 мешканців.

## Географія
Місто розташоване в Струмицькій котловині у південно-східний частині Македонії, поблизу від кордону з Болгарією і Грецією. Сусідні міста — Валандово, Радовиш (Північна Македонія) і Петрич (Болгарія). Поблизу протікає однойменна річка Струмиця (Струмешниця).

## Клімат
| Клімат                    | Клімат | Клімат | Клімат | Клімат | Клімат | Клімат | Клімат | Клімат | Клімат | Клімат | Клімат | Клімат | Клімат |
| Показник                  | Січ.   | Лют.   | Бер.   | Квіт.  | Трав.  | Черв.  | Лип.   | Серп.  | Вер.   | Жовт.  | Лист.  | Груд.  |        |
| Середній максимум, °C     | 5,6    | 9,0    | 13,4   | 18,4   | 23,6   | 28,2   | 30,6   | 30,4   | 26,8   | 20,0   | 12,2   | 7,2    |        |
| Середня температура, °C   | 2,1    | 4,7    | 8,4    | 12,8   | 17,6   | 21,7   | 23,7   | 23,5   | 20,1   | 14,5   | 8,2    | 3,7    |        |
| Середній мінімум, °C      | −1,3   | 0,4    | 3,4    | 7,2    | 11,6   | 15,2   | 16,9   | 16,6   | 13,4   | 9,1    | 4,2    | 0,3    |        |
| Норма опадів, мм          | 33     | 33     | 36     | 37     | 52     | 41     | 33     | 29     | 28     | 39     | 54     | 44     |        |
| ------------------------- | ------ | ------ | ------ | ------ | ------ | ------ | ------ | ------ | ------ | ------ | ------ | ------ | ------ |
| Джерело: Climate-Data.org |        |        |        |        |        |        |        |        |        |        |        |        |        |

## Історія
Під час Другої Балканської війни, 7 липня 1913 року, місто захопили греки, витіснивши болгар. Після Бухарестського миру, коли місто відійшло до Болгарії, грецьке населення міст Струмиця та Гевгелія значною частиною, переселилось до грецького міста Кілкіс. Кілкіс деякий час називали Новою Струмицею, через велику кількість переселенців. У 1919 році за Неїським договором місто перейшло до Королівства Сербів, Хорватів та Словенців.

## Відомі люди
Народилися:
- Ванга (1911–1996) — сліпа болгарська ясновидиця, містик і травник
- Вукосава Донєва-Варколі (1935—2016) — македонська акторка.
- Горан Попов — македонський футболіст, захисник національної збірної Македонії
- Горан Пандев — македонський футболіст, нападник національної збірної Македонії
- Ігор Гюзелов — македонський футболіст
- Роберт Попов — македонський футболіст
- Софія Тренчовська (1975) — письменниця, редактор, продюсер, філолог та культурний діяч/

## Галерея

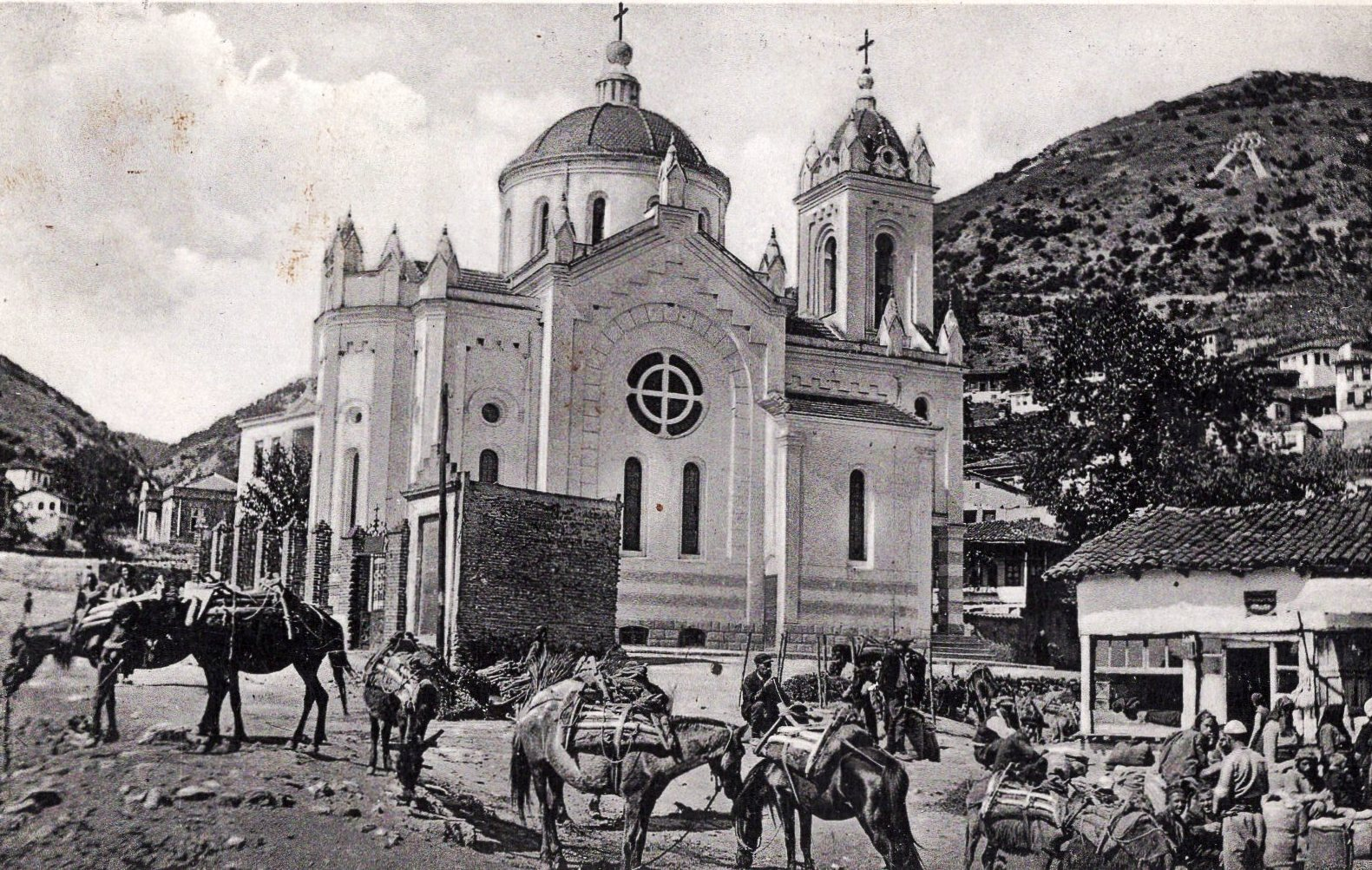
Струмиця на поштівці, 1932
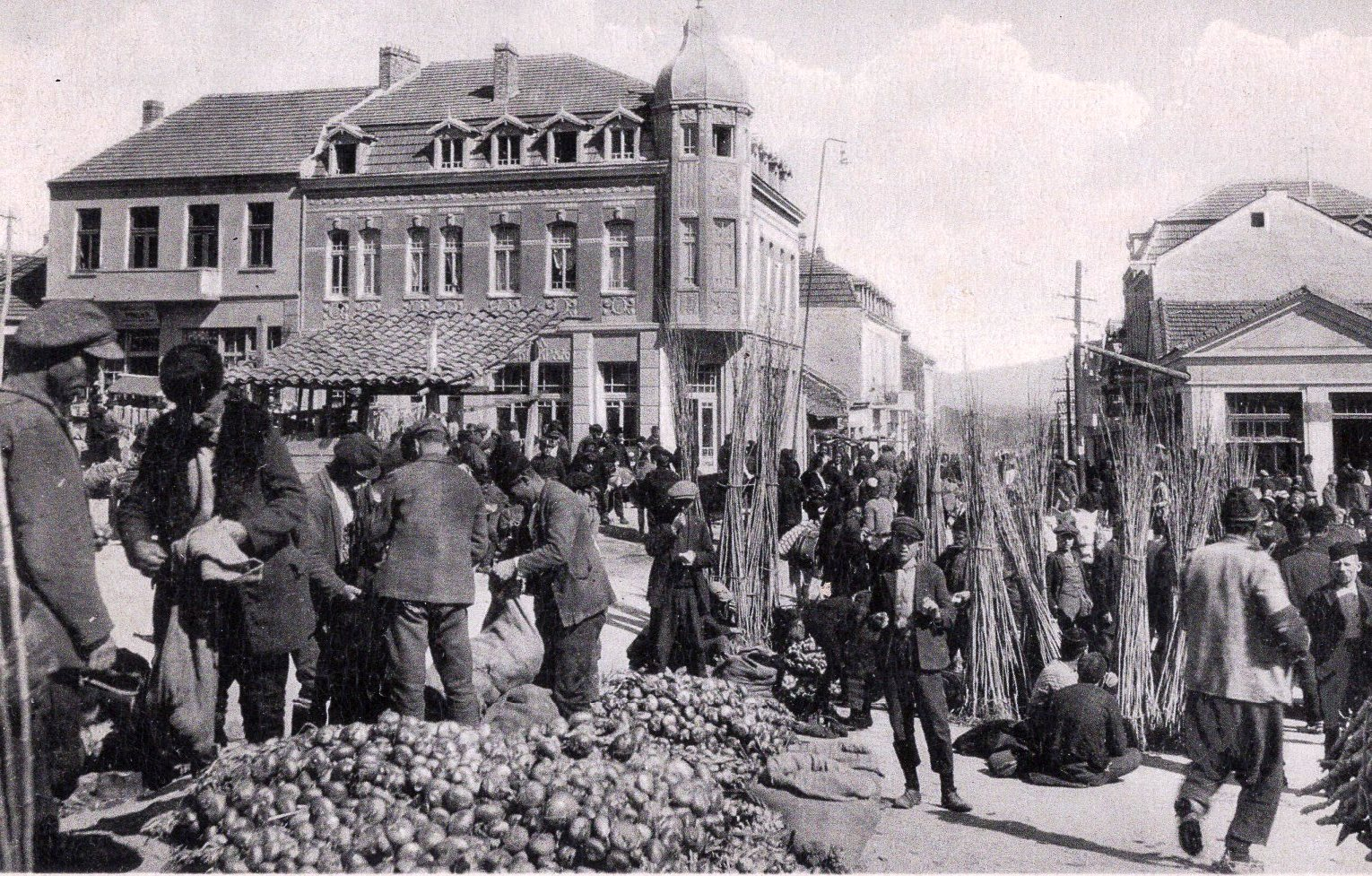
Струмиця на поштівці, готель «Српски краљ», 1932
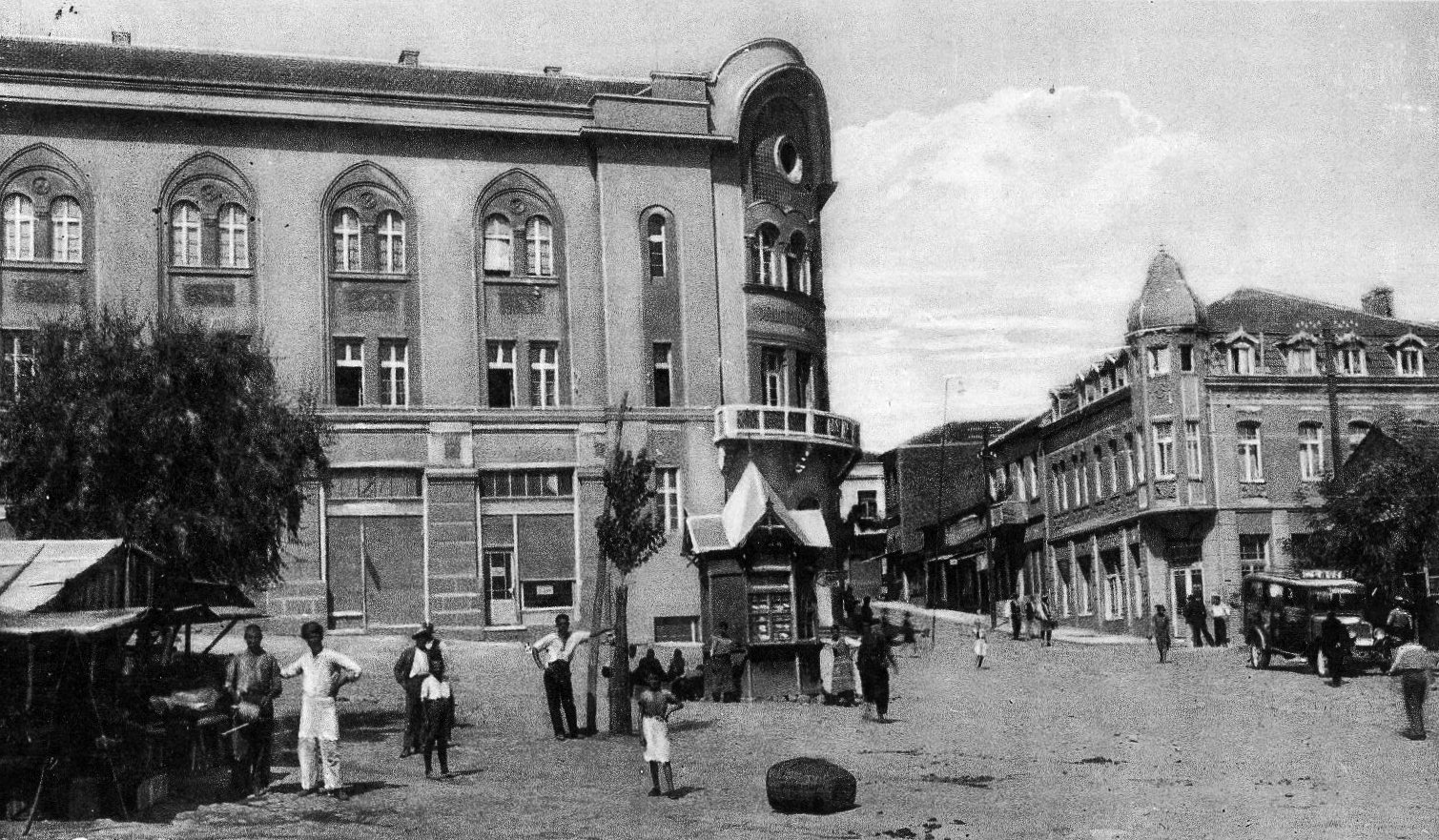
Струмиця на поштівці, 1930
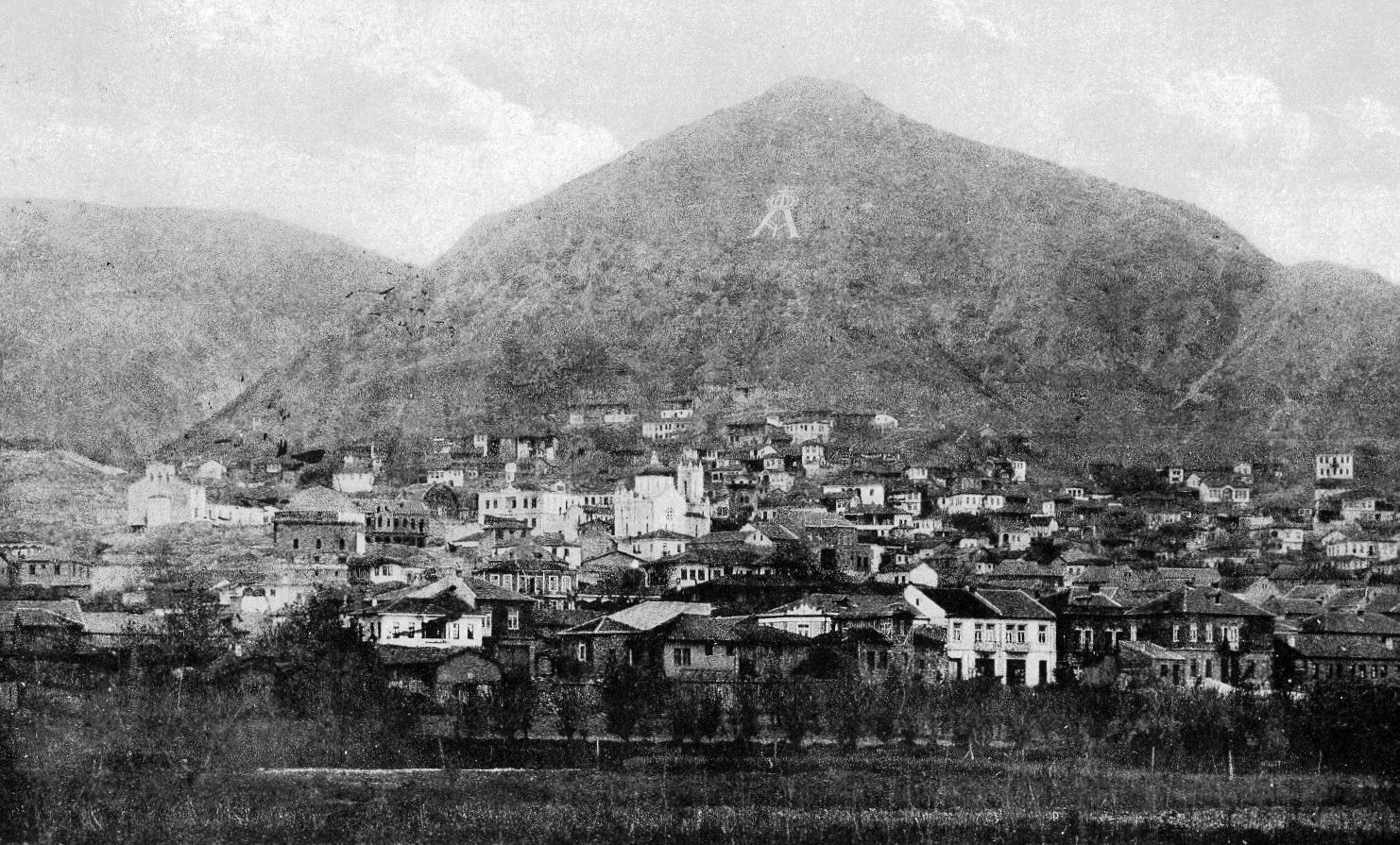
Струмиця на поштівці, 1928